# 구글 퓨시아
구글 퓨시아(영어: Google Fuchsia)는 구글에서 개발하는, 지르콘(Zircon)이라는 이름의 마이크로커널을 기반으로 하는 컴퓨터 운영 체제이다.

## 역사
퓨시아는 2016년 8월, 어떠한 공식 발표도 없이 깃허브에 코드가 게시된 것으로 처음 발견되었다. 마젠타(Magenta)라는 이름의, LK(Little Kernel)라는 운영체제에서 파생된 새로운 커널을 기반으로 하고 있었으며 언론들은 이것이 임베디드 시스템부터 스마트폰, 태블릿, 개인용 컴퓨터까지 모든 장치에서 구동할 수 있을 것으로 짐작하였다.
2017년 5월에는 업데이트를 통해 Armadillo라는 이름의 UI가 추가되었다. 한편 퓨시아 개발자인 Travis Geiselbrecht는 퓨시아 공개 IRC 대화방에서 "이 운영체제는 장난감 프로젝트가 아니며, 20%짜리 프로젝트도 아니고, 버려진 프로젝트들의 하차장(dumping ground of a dead thing) 또한 아닙니다." 라고 밝혔다.

## 구성 요소
현재 퓨시아 공식 사이트에서는 퓨시아를 구성하는 다양한 프로젝트를 다음과 같이 소개하고 있다:
- Zircon: 커널과 더불어 유저스페이스에서 구동되는 몇 가지 서비스, 드라이버, 라이브러리로 구성되어 운영체제를 부팅하고, 하드웨어와 소통하며, 유저스페이스 프로세스를 불러와 실행하는 등의 역할을 한다.[2] 저장소 안에서 다시 부트로더(bootloader), 커널(kernel), 시스템 컴포넌트(system), 서드파티 컴포넌트(third_party) 등으로 나뉜다.[3] 초기에는 이름이 '마젠타(Magenta)'였다.

- Cobalt: 데이터 분석 툴[4]
- Fargo: Rust의 패키지 관리 툴 Cargo의 사용을 보조하는 툴[5]
- Garnet: 사용자의 눈에 띄지 않는 곳에서 그래픽스, 입력 장치 등에 관한 작업을 수행하는 서비스[6]
- Mundane: 암호화 라이브러리. Rust로 작성되었으며 BoringSSL을 기반으로 한다.[7]
- Tonic: 다트 가상 머신과의 연동에 사용된다.[8]

## 같이 보기
- 하이쿠 (운영 체제)
- FreeRTOS
- QNX
- 플랜 9 (운영 체제)